# (33795) 1999 TR6
1999 TR6 (asteroide 33795) é um asteroide da cintura principal. Possui uma excentricidade de 0.07051720 e uma inclinação de 11.01415º.
Este asteroide foi descoberto no dia 6 de outubro de 1999 por Korado Korlević e Mario Juric em Visnjan.